# Spring Village North
Spring Village North es una villa de Trinidad y Tobago, que forma parte de la región de Couva-Tabaquite-Talparo.

## Geografía
La villa abarca parte de la isla Trinidad y limita al norte con Freeport, al sur con Indian Trail, al este con Preysal y al oeste con Balmain y Coal Mine.

## Demografía
Datos demográficos de la villa de Spring Village North:
| Gráfica de evolución demográfica de Spring Village North entre 2000 y 2011 |
|                                                                            |